# Heinkel He 176
Гайнкель He-176 (нім. Heinkel He 176) — німецький реактивний літак. Перший у світі літак, що приводився в рух лише рідинним ракетним двигуном HWK R1-203. Пілотований Еріхом Варзіцом, він здійснив свій перший політ 20 червня 1939 близько Варнемюнде. Політ тривав 50 секунд.
Реактивний літак був приватним проєктом компанії «Heinkel», її директор Ернст Гайнкель робив акцент на розвиток високошвидкісних технологій. Робота над He-176 не була особливо видатною, але заклала основні принципи розвитку ракетної техніки.
Літак був оснащений скидною носовою частиною.
Єдиний екземпляр літака був переданий до музею авіації в Берліні, де він був зруйнований бомбардуваннями під час Другої світової війни.

## Тактико-технічні характеристики
Наведено характеристики першого варіанта літака (He.176 V.1)

Три проєкції Heinkel 176.

### Технічні характеристики
- Екіпаж: 1 особа
- Довжина: 5,0 м
- Розмах крила: 5,2 м
- Висота: 1,44 м
- Площа крила: 5,4 м²
- Маса порожнього: 780 кг
- Нормальна злітна маса: 1620 кг
- Силова установка: 1 × РРД HWK R1-203
- Тяга: 1 × 600 кгс (5,9 кН)

### Льотні характеристики
- Максимальна швидкість: 750 км/год
- Практична дальність: 110 км
- Практична стеля: 9000 м